# Rälspik

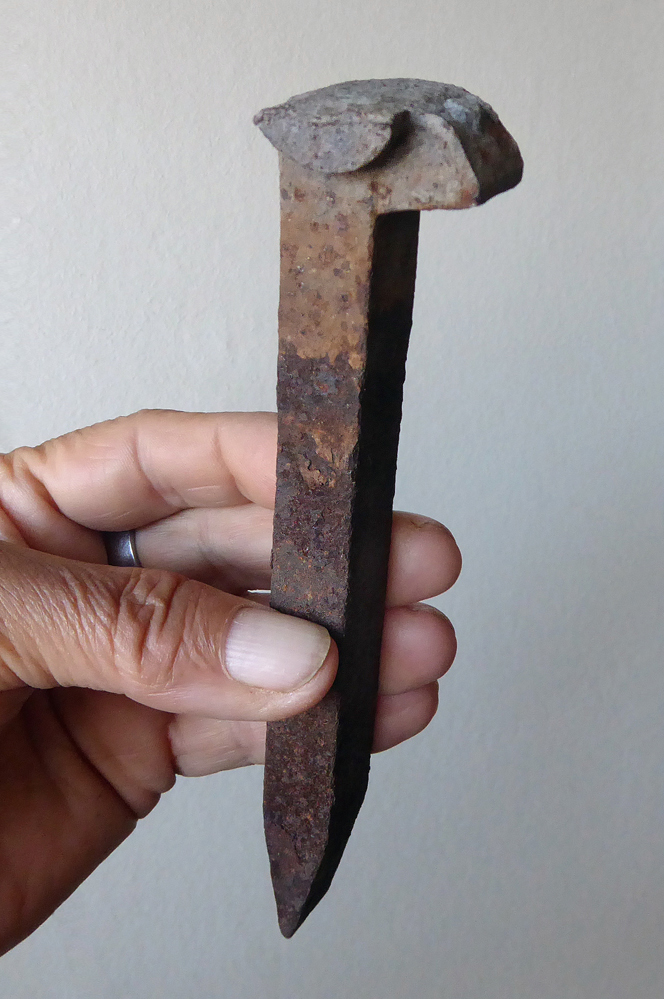
Rälspik.

Rälspik är en speciell spik som används för rälsbefästning - att hålla rälsen på plats - när man bygger ett järnvägsspår. Rälspiken var vanligast förr, men förekommer fortfarande, framförallt i träslipers med förborrade hål.
En annan vanlig fixering med motsvarande syfte är heyback, pandrol eller fist.

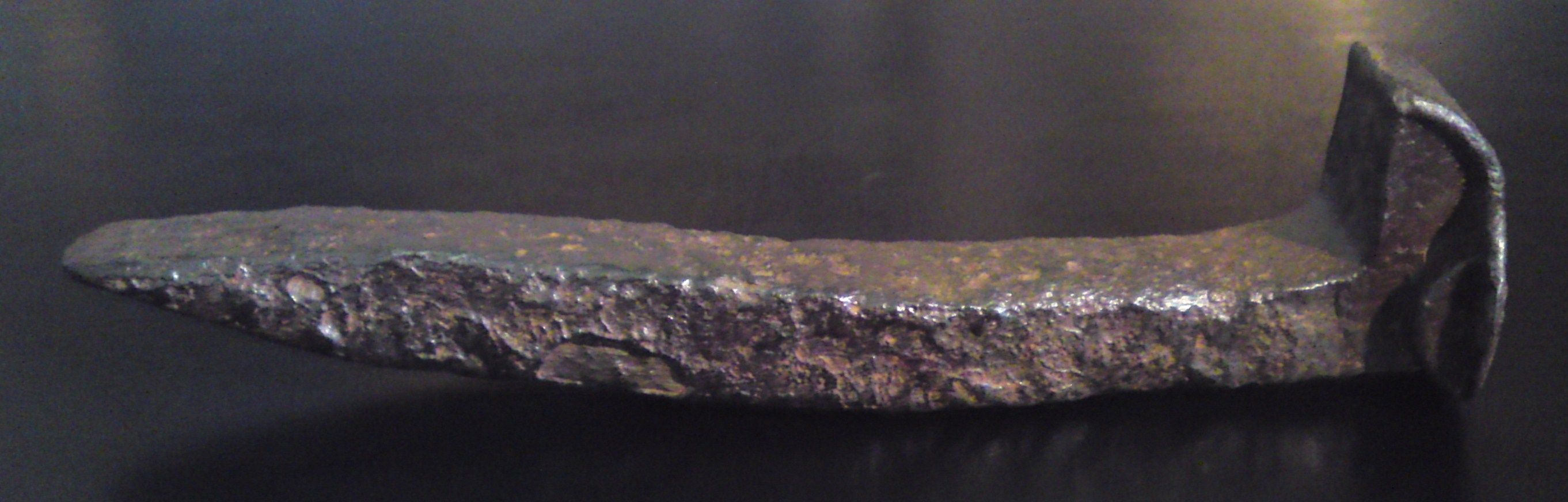
Rälspik av gammalt slag, från Eksjö-Österbymo Järnväg.
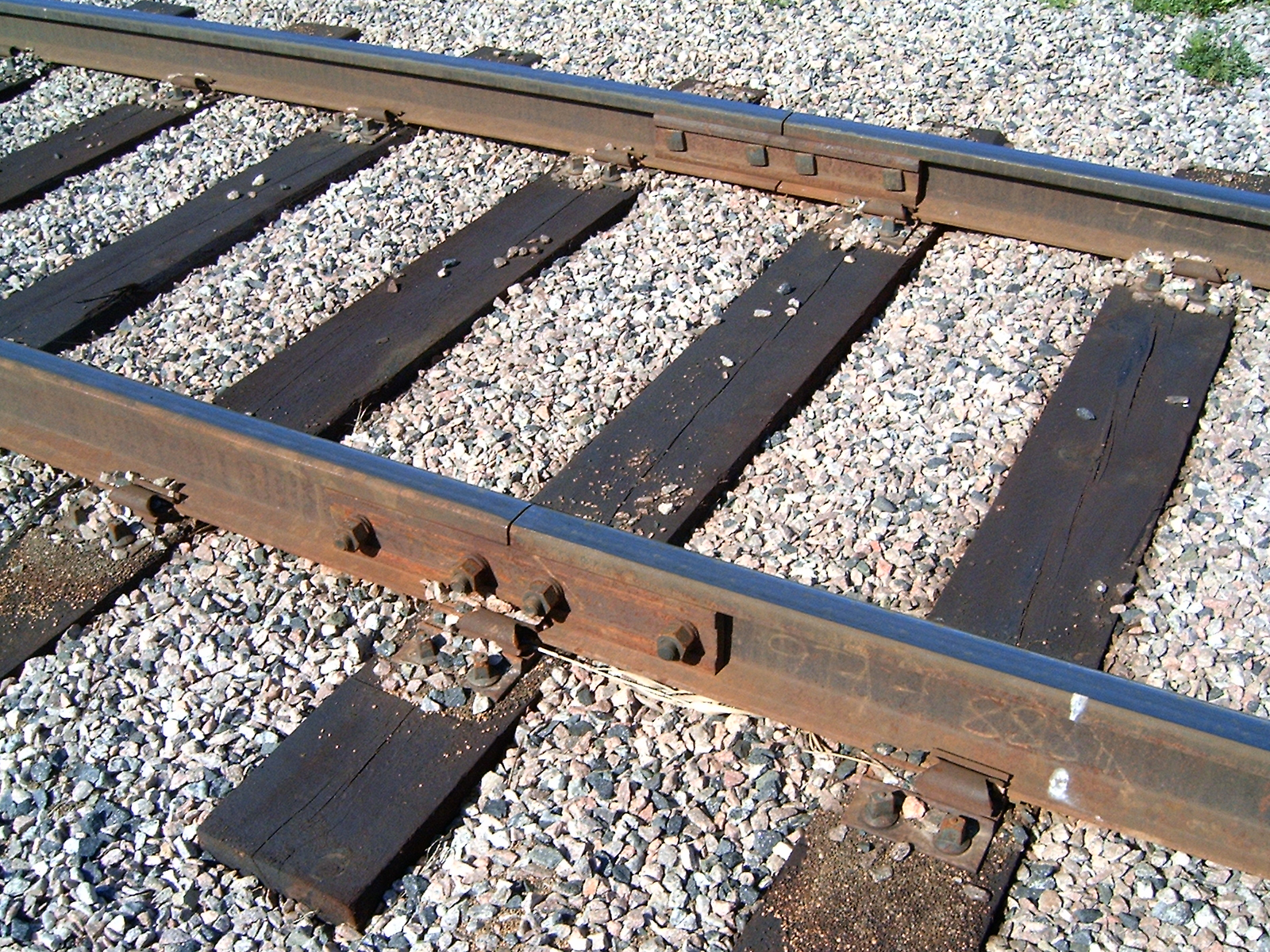
Träsliper med heybackfästning (man kan även se en typ av skarvning på bilden).
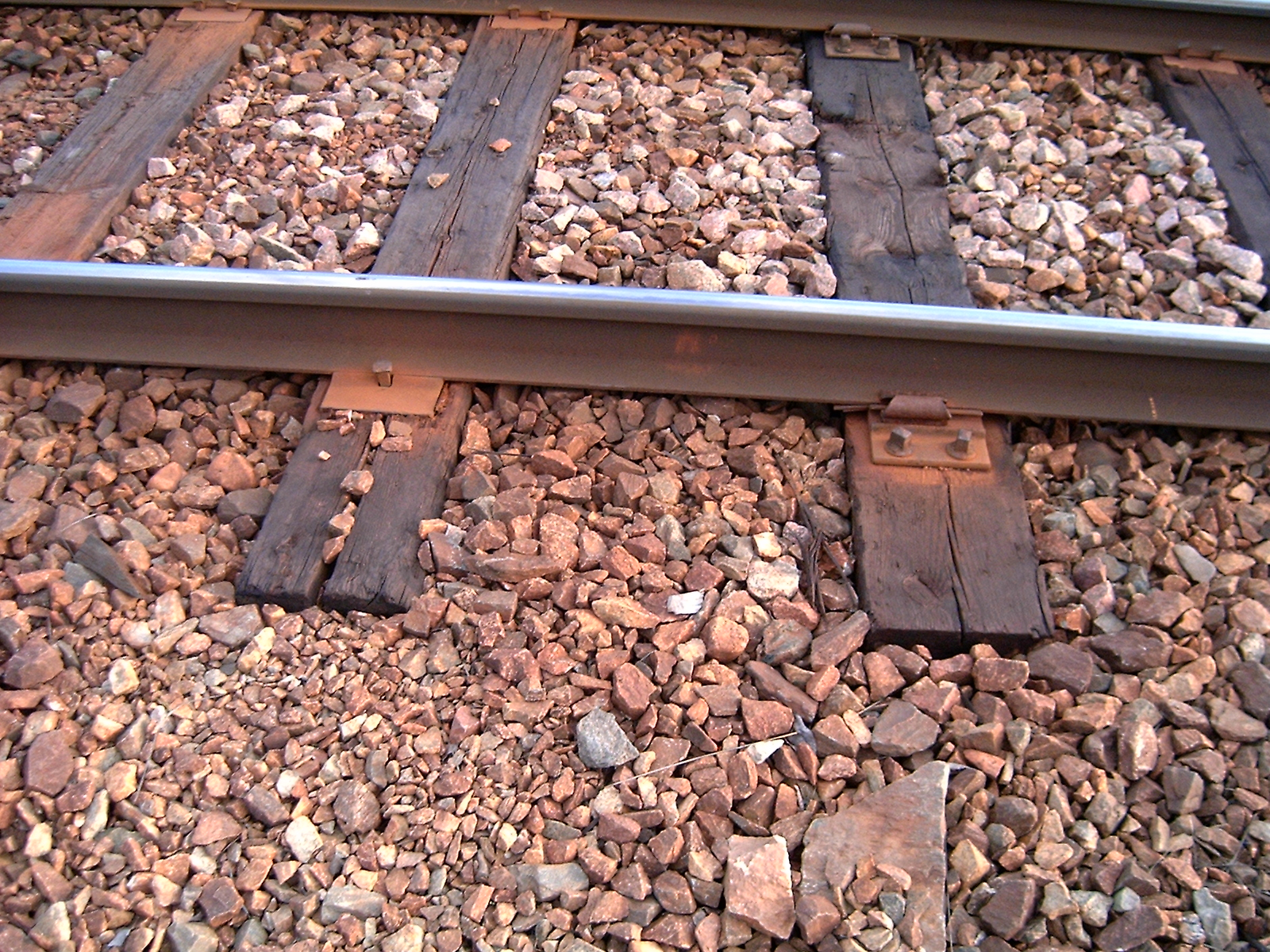
Träsliper med rälspik till vänster i bild och heyback till höger i bild.
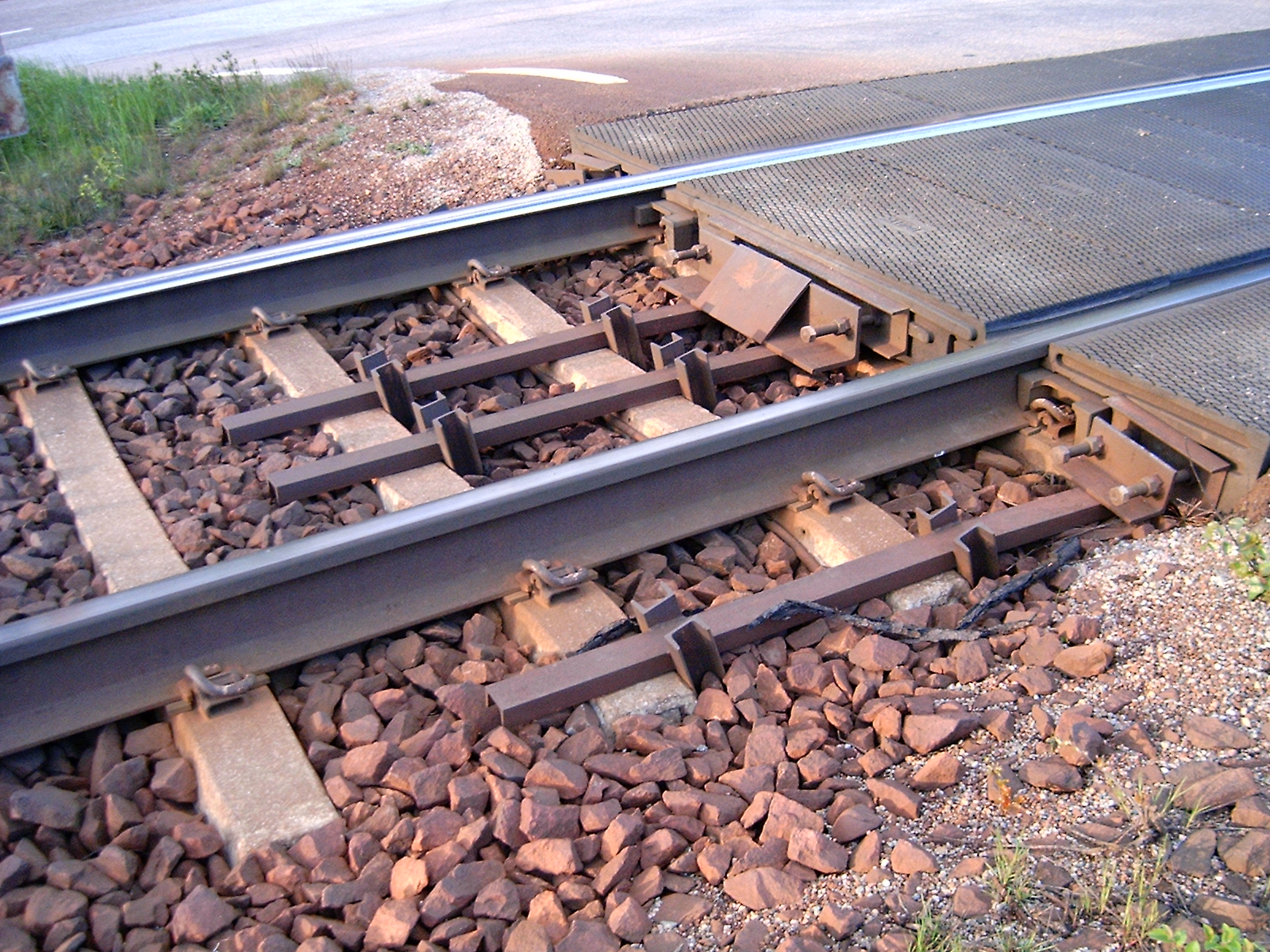
Betongsliper med pandrolfäste.